# Grimm-Ausstellung Haldensleben
Die Dauerausstellung Die Brüder Grimm und ihre Familie im Museum Haldensleben präsentiert neben der Grimm-Ausstellung im Schloss Steinau in dichter Weise Originalzeugnisse unmittelbar aus dem Leben der Brüder Grimm und ihres engsten Familienkreises. Sie ist mit Exponaten gestaltet, die von den Nachfahren Wilhelm Grimms und seiner Frau Dorothea zur Verfügung gestellt wurden. Die Familie der Nachfahren ist seit mehr als 100 Jahren in Haldensleben ansässig, seit Wilhelm Grimms Enkelin Albertine Plock (17. September 1881–31. Oktober 1974) dort Lehrerin wurde.
Grimm-Bestände aus dem Besitz der Familie Plock gelangten nach dem Zweiten Weltkrieg in das Hessische Staatsarchiv Marburg (dieses gab den musealen Teil des erworbenen Grimm-Bestandes an die Staatlichen Schlösser und Gärten Hessen für ihre Grimm-Ausstellung im Schloss Steinau ab), in das 1910 gegründete Museum Haldensleben und in geringem Umfang in das Brüder Grimm-Museum Kassel.
Das Museum Haldensleben erhielt erste Grimm-Bestände 1963, weitere folgten nach dem Tod Albertine Plocks und später durch weitere Erwerbungen aus der Familie. Nach ersten erfolgreichen Sonderausstellungen in den sechziger Jahren gestaltete das Museum Haldensleben seit den 1970er Jahren eine Dauerausstellung mit Teilen der Grimm-Bestände. 2005 wurde die Ausstellung in umgestalteter Form neu eröffnet. Einige äußerst wertvolle Exponate, wie zum Beispiel die einzige während seiner Lebenszeit entstandene Büste Wilhelm Grimms, sind seitdem erstmals der Öffentlichkeit zugänglich. Der inhaltliche Schwerpunkt der Ausstellung sind, dem Charakter des vorhandenen Bestandes entsprechend, das Privat- und Alltagsleben der Grimms und die Familiengeschichte.

## Weblink
- Museum Haldensleben